# Hans Pleydenwurff
Hans Pleydenwurff ou Pleidenwurff (Bamberg, ~1420 - Nuremberg, 9 janvier 1472) est un peintre bavarois largement influencé par les primitifs flamands. Il fut le professeur de Michael Wolgemut.

## Biographie
Probablement originaire de Bamberg, Hans Pleydenwurff s'installa en 1457 à Nuremberg ; il y acquit le droit de bourgeoisie, tout en conservant des associés à Bamberg. Ses compositions, où les paysages sont décrits avec minutie, et ses types humains révèlent l'influence directe des Pays-Bas ; il s'était probablement rendu dans les Flandres au cours de sa formation pour y étudier Rogier van der Weyden et Dirk Bouts.

## Œuvres
La seule œuvre documentée de Hans Pleydenwurff est le retable du maître-autel de la basilique Sainte-Élisabeth de Wrocław, pour lequel il fut payé en 1462 (Descente de croix à Nuremberg, Germanisches Nationalmuseum ; fragment de la Présentation au Temple à Varsovie, Nationalmuseum). Pleydenwurff est en outre l'auteur d'un diptyque de dévotion reprenant une formule flamande, avec le Portrait du chanoine et sous-diacre Georges, comte de Löwenstein (Nuremberg, Germanisches Nationalmuseum) et, sur l'autre volet, le Christ de douleur (Kunstmuseum (Bâle)), que la critique place de façon convaincante en 1456. Le tableau épitaphe du même chanoine, représenté au pied d'une Crucifixion (Nuremberg, Germanisches Nationalmuseum), est traditionnellement daté après la mort de Georges de Löwenstein (1464). On le considère comme une œuvre de l'atelier de Pleydenwurff à Bamberg. Robert Suckale (en) (1984) rend cependant ce panneau au maître et place son exécution en 1456. 
La veuve de Hans Pleydenwurff épousa en 1473 le peintre Michael Wolgemut, qui prit la direction de cet atelier prospère, dont les œuvres ont contribué à la Chronique de Nuremberg.

## Collection diverse

Œuvres de Hans Pleydenwurff
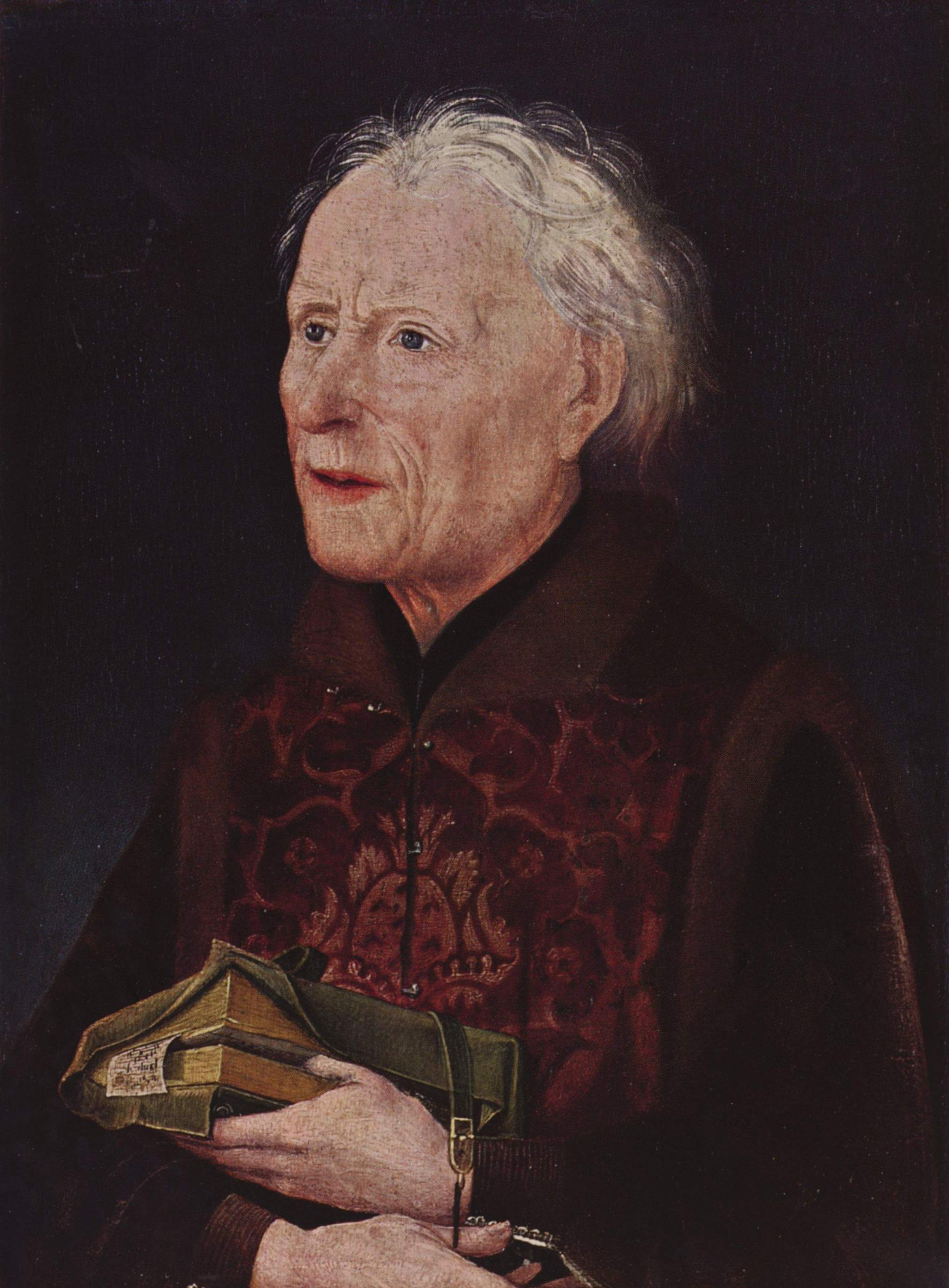
Portrait du chanoine Georg Graf von Löwenstein, vers 1456, Germanisches Nationalmuseum.
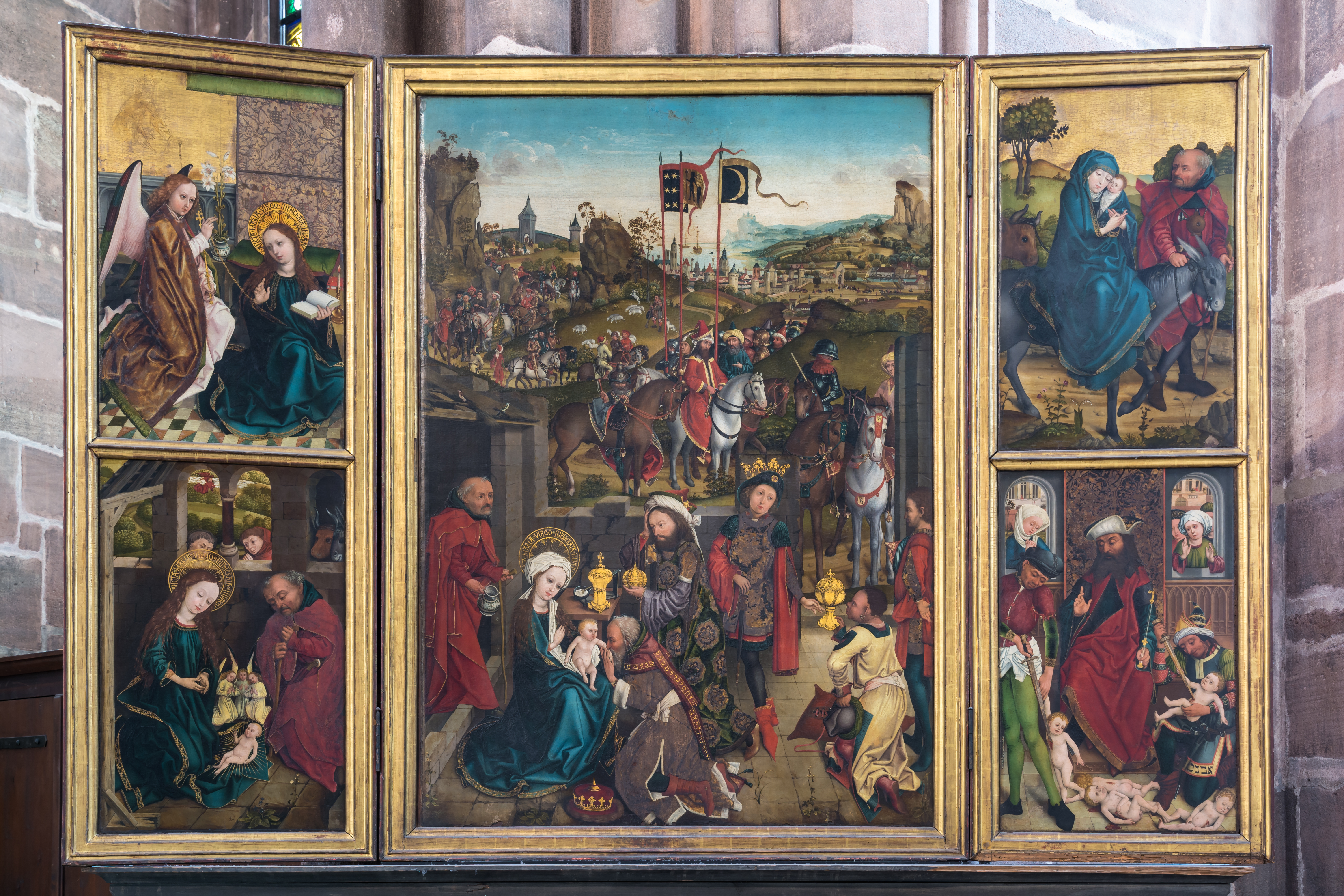
Autel des Trois Rois, 1460, Église Saint-Laurent de Nuremberg.
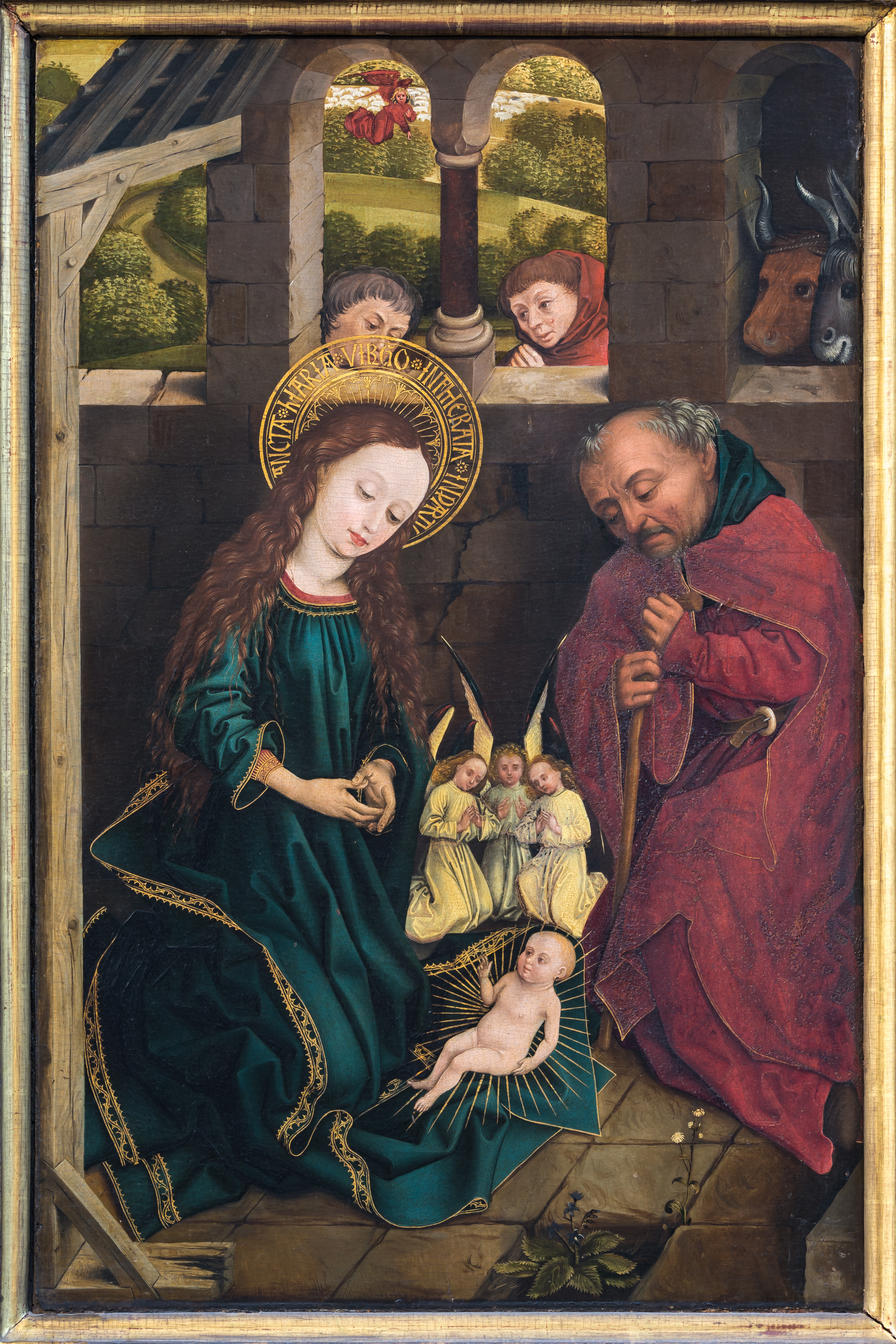
Nativité (détail), vers 1460, tempera, église Saint-Laurent de Nuremberg.
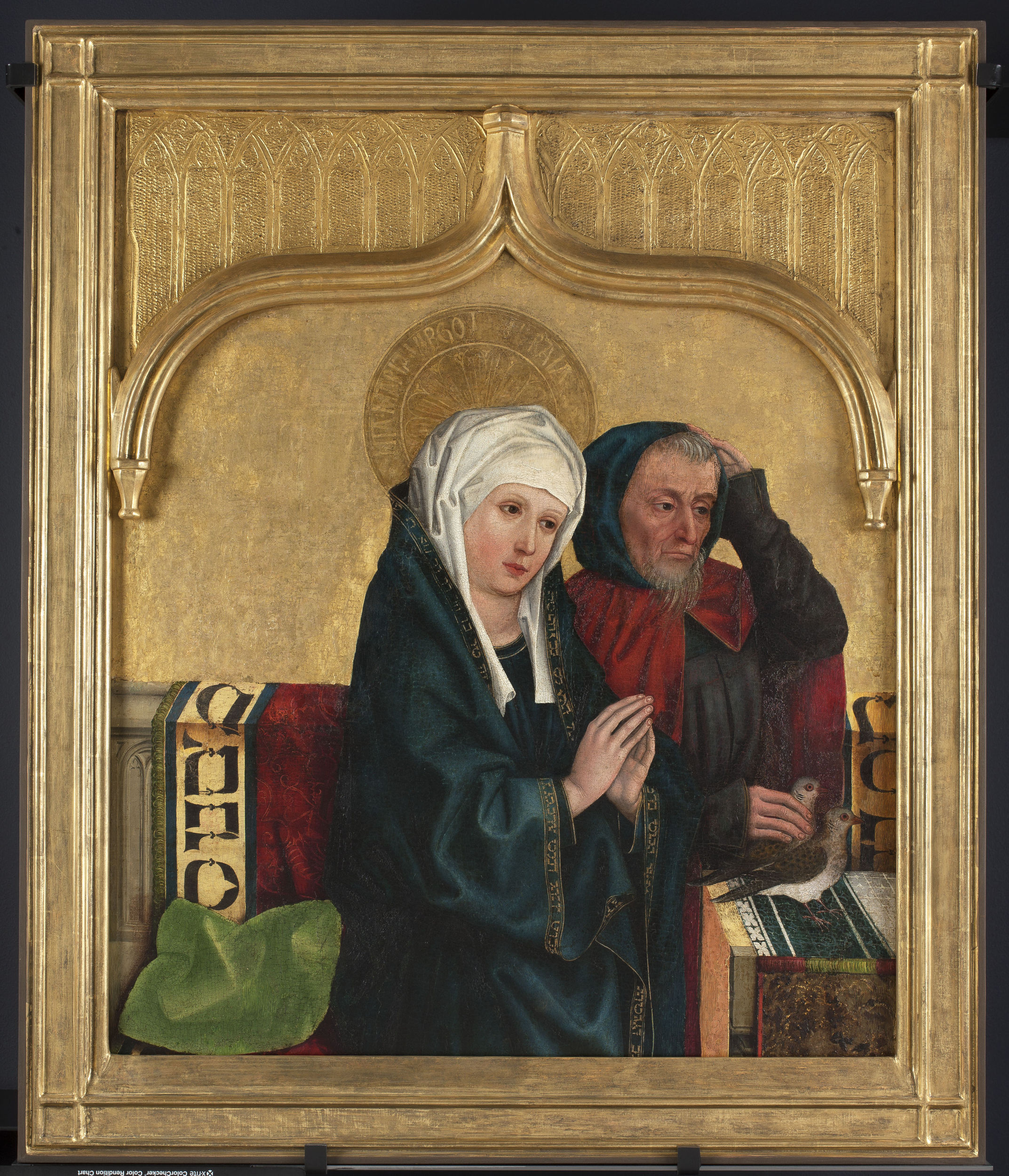
La présentation du Christ au temple, vers 1462, Musée national de Varsovie.
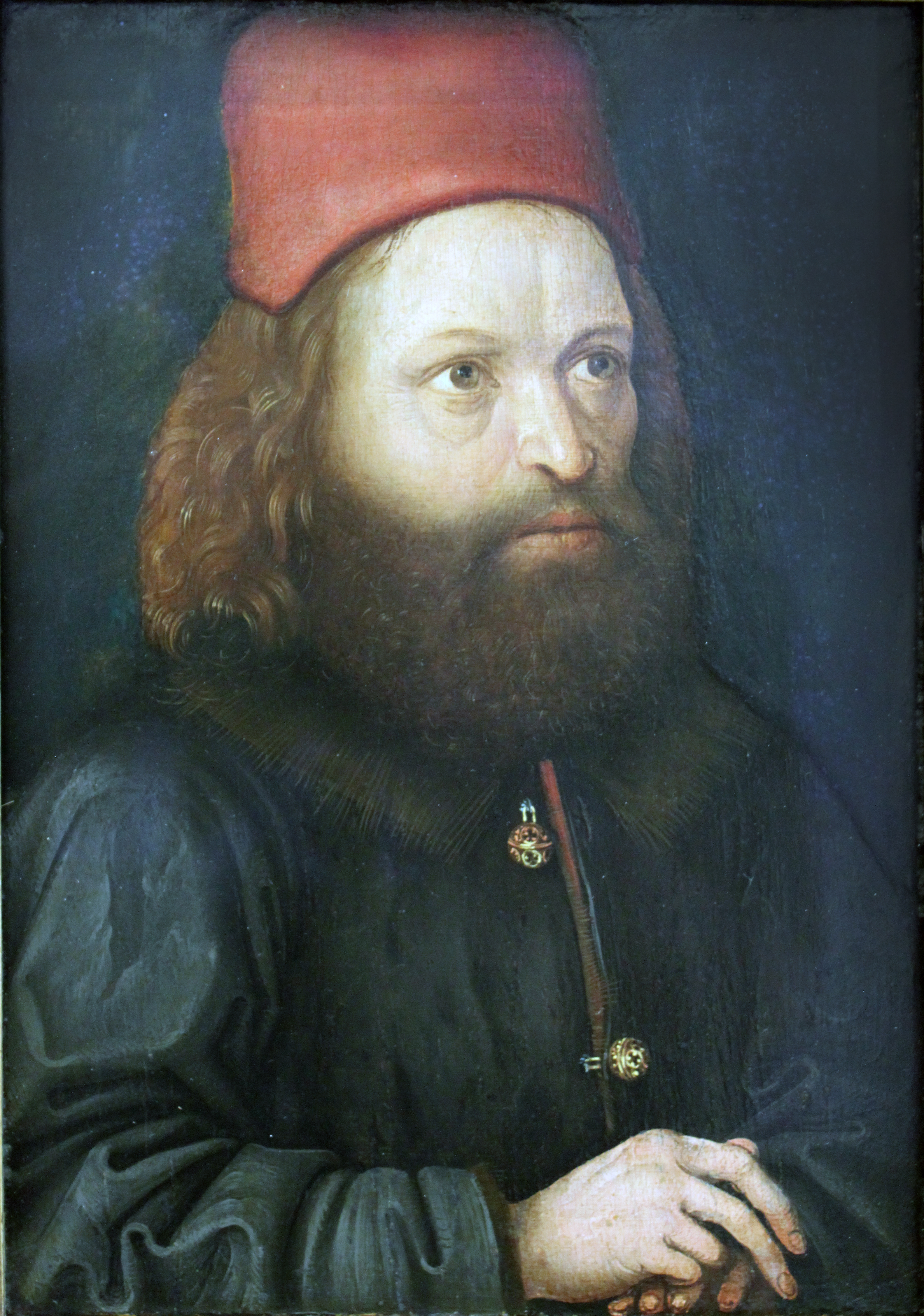
Portrait d'un avocat, 1463, Germanisches Nationalmuseum.
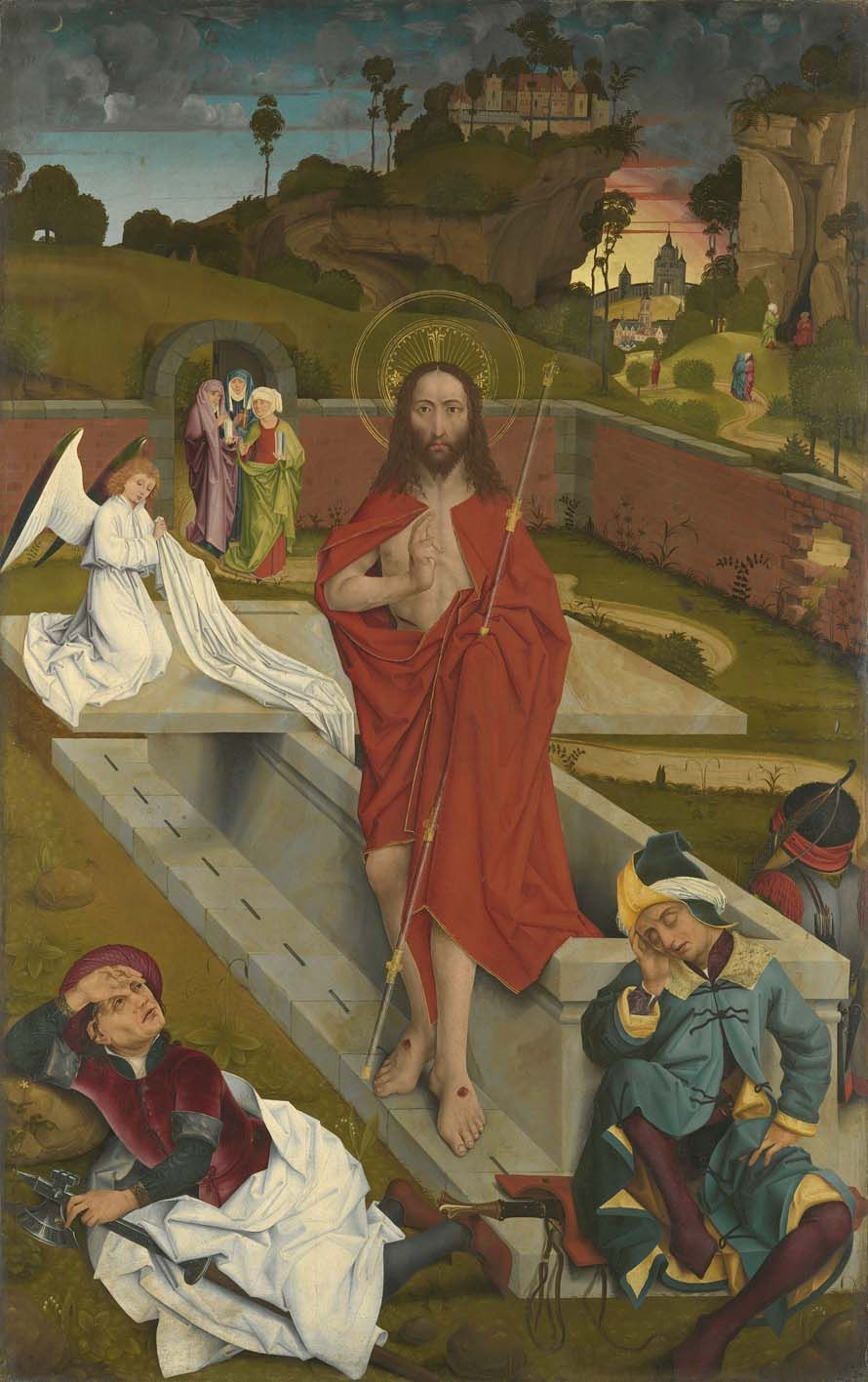
Résurrection du Christ (Verso : Apôtres Barthélemy et Jacques), vers 1465, Bavarian State Painting Collections (en).
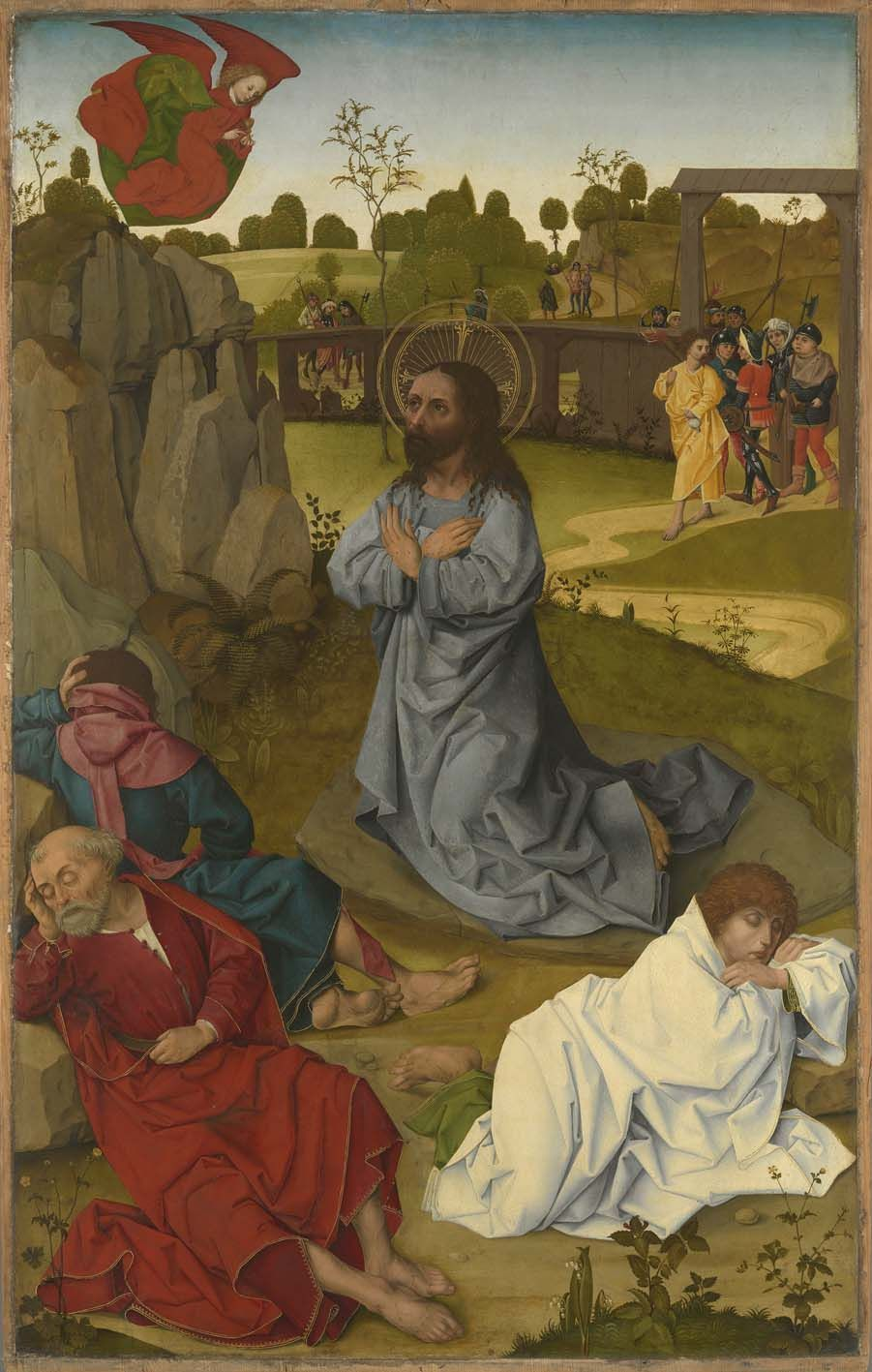
Christ au Mont des Oliviers (dos: Archange Michel avec le dragon), vers 1465, Bavarian State Painting Collections (en).